# Le Prophète de Tadmor

Le Prophète de Tadmor est une série de bande dessinée de science fiction dont l'action se déroule en Turquie, à Dakar et en Afrique du Nord. 
Écrite par Tarek, dessinée par Ivan Gomez-Montero et mise en couleurs par Stew Patrikian, elle a été interrompue par son éditeur Vents d'Ouest après deux volumes.

## Albums
- Vents d'Ouest :

1. La Guilde du Safran 2000  (ISBN 2-86967-867-3)[2].
2. La Trahison d'Azap Kapi, 2001  (ISBN 2-86967-939-4).